# La Princesse de Chicago : En quête de l'étoile
Série La Princesse de Chicago
Dans la peau d'une reine
(2020)
Pour plus de détails, voir Fiche technique et Distribution.
La Princesse de Chicago : En quête de l'étoile est un film de Noël comique et romantique américain réalisé par Mike Rohl et écrite par Robin Bernheim Burger, Il s'agit du troisième film de la franchise La Princesse de Chicago, elle met en vedette Vanessa Hudgens, Sam Palladio, Suanne Braun, Nick Sagar et Hazel Beattie. Le film est sorti le 18 novembre 2021 sur Netflix.

## Synopsis
Quand un trésor de Noël est dérobé, la reine Margaret et la princesse Stacy demandent de l'aide à Fiona, leur sosie pleine d'audace, ainsi qu'à son ex très séduisant.

## Distribution
- Vanessa Hudgens (VF : Adeline Chetail) : Margaret Delacourt / Stacy Denovo / Fiona Pembrock
- Sam Palladio (VF : Stanislas Forlani) : prince Edward
- Nick Sagar (VF : Thibault Belfodil) : Kevin Richards
- Remy Hii (VF : Jim Redler) : Peter Maxwell
- Will Kemp (VF : Alexis Victor) : Hunter Cunard
- Amanda Donohoe (VF : Laurence Guillermaz) : Bianca Pembroke
- Mark Fleischmann (VF : Jean Marco Montalto): Frank De Luca
- Suanne Braun (VF : Annie Le Youdec): Mme Donatelli
- Florence Hall (VF : Diane Kristanek) : Mindy
- Ricky Norwood (VF : Jean-Rémi Tichit) : Reggie
- Mia Lloyd : Olivia Richards

## Production
En novembre 2020, Netflix a confirmé qu'un troisième film de la série, La Princesse de Chicago : En quête de l'étoile, était en préparation. Le tournage a commencé en Écosse fin 2020, avec une sortie prévue pendant les vacances de Noël en 2021.